# لرغه سفلی
لرغه سفلی، روستایی از توابع بخش کلات شهرستان آبدانان در استان ایلام ایران است.

## جمعیت
این روستا در دهستان مورمورئ قرار دارد و براساس سرشماری مرکز آمار ایران در سال ۱۳۸۵، جمعیت آن زیر سه خانوار بوده‌است.